# Jean-Baptiste Jamin

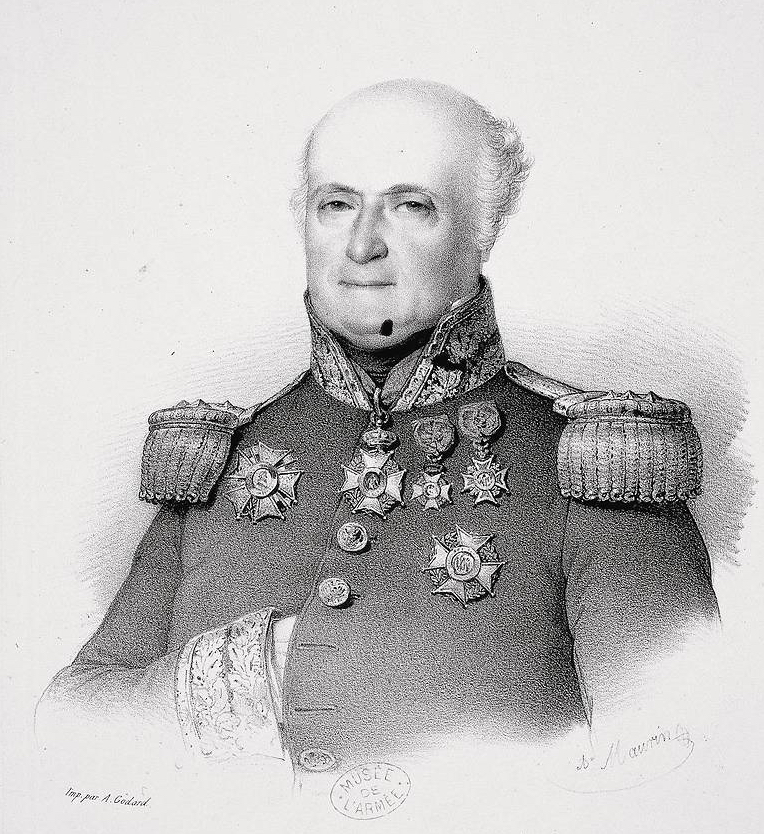

Jean-Baptiste Auguste Jamin (* 20. Mai 1772 in Villécloye; † 30. Januar 1848 in Paris) war ein französischer Général de division der Infanterie.

## Leben
Jamin entstammte einer einfachen Arbeiterfamilie; seine Eltern waren Francois Jamin und Elisabeth Audrin. Seine Schulzeit absolvierte er am Collège von Verdun und lernte dort auch die Ideale der Revolution kennen und schloss sich ihr begeistert an.
Am 14. September 1791 trat Jamin in die Armee ein und diente 1792/93 in der Sambre- und Maas-Armee. Er nahm an der Blockade von Landau in der Pfalz teil und zeichnete sich in der Schlacht bei Fleurus (26. Juni 1794) aus.
Jamin kämpfte bei Stockach (25. März 1799) und unter Befehl von Marschall André Masséna und Zürich (4./7. Juni 1799). Er wechselte zu Napoleons Italienarmee und nahm zusammen mit seinem jüngeren Bruder an der Belagerung von Genua (1800) teil. In der Schlacht am Mincio (25. Dezember 1800) konnte er sich ebenfalls durch Tapferkeit auszeichnen.
Nach dem Frieden von Lunéville (9. Februar 1801) kehrte er nach Frankreich zurück.
Unter Befehl von Marschall Charles Nicolas Oudinot kämpfte Jamin bei Jena (14. Oktober 1806) und Ostrołęka (16. Februar 1807). Nach weiteren Beförderungen kam er in den Stab des Herzogs von Rovigo, nahm an der Belagerung von Danzig (1807) teil und kämpfte bei Friedland (14. Juni 1807).
Anschließend wurde er nach Spanien abkommandiert, um dort in den Napoleonischen Kriegen auf der Iberischen Halbinsel eingesetzt zu werden. Jamin nahm an der Schlacht von Somosierra (30. November 1808), der Schlacht bei Uclés (13. Januar 1809) und der Schlacht bei Talavera (27./28. Juli 1809).
1812 konnte Jamin wieder nach Frankreich zurückkehren und wurde mit Wirkung vom 24. Januar 1813 zur Garde impériale versetzt. Unter Befehl Generals Jean Pierre Bonet kämpfte er in der Schlacht bei Großgörschen (2. Mai 1813), wo er verwundet wurde, und in der bei Schlacht bei Bautzen (20./21. Mai 1813). Er war an der Völkerschlacht bei Leipzig (16./19. Oktober 1813) ebenso beteiligt wie an der Belagerung von Erfurt (→ Fürstentum Erfurt).
Jamin war in der Schlacht bei Brienne (29. Januar 1814) und der Schlacht bei Fère-Champenoise (25. März 1814) eingesetzt und wurde schwer verwundet, als er den Rückzug von Mortiers und Marmonts Truppen begleitete.
Nach dem Vertrag von Fontainebleau (11. April 1814) war Jamin nach Frankreich zurückgekehrt. Als Napoleon die Insel Elba verließ und dessen Herrschaft der Hundert Tage begannen, schloss sich Jamin ihm sofort wieder an. In der Armée du Nord nahm er am Sommerfeldzug von 1815 teil und kämpfte in der Schlacht bei Waterloo (18. Juni 1815).
Am 3. September 1822 wurde ihm von König Karl X. der Ehrentitel eines Lieutenant-général verliehen.
Im Frühjahr 1823 nahm er an der Invasion in Spanien teil und war bei der Belagerung von Pamplona eingesetzt. Im darauffolgenden Jahr konnte er mit seinen Truppen wieder nach Frankreich zurückkehren. Seine letzten militärischen Einsätze hatte er 1830 anlässlich der Revolution in Belgien, unter Befehl von Marschall Étienne-Maurice Gérard belagerte er die Festung Antwerpen.
Im Mai 1833 wählte man Jamin zum Abgeordneten, dieses Amt hatte über zehn Jahre inne. Als er Anfang 1846 alle Ämter aufgab um sich ins Privatleben zurückzuziehen, ehrte ihn König Louis-Philippe I. mit der Ernennung zum Pair von Frankreich.
Im  Alter von über 75 Jahren starb Jean-Baptiste Jamin am 30. Januar 1848 in Paris und fand dort auch seine letzte Ruhestätte.

## Ehrungen
- 24. März 1795 Chevalier der Ehrenlegion
- 25. Mai 1807 Officier der Ehrenlegion
- 23. Juni 1810 Commandeur der Ehrenlegion
- 19. Juli 1814 Ordre royal et militaire de Saint-Louis
- 17. August 1822 Comte de l’Émpire
- 23. November 1823 Real y Militar Orden de San Fernando
- 9. Januar 1833 Grand Officier der Ehrenlegion
- Sein Name findet sich am nördlichen Pfeiler (9. Spalte) des Triumphbogens am Place Charles-de-Gaulle (Paris).